# Jean-Paul Perrin
Jean-Paul Perrin (1580-?), parfois incorrectement nommé Jean Paul Perrin Lionnois (car il est originaire de Lyon), est un prédicateur et historien protestant aux XVIe et XVIIe siècles, pasteur d'une assemblée à Nyons en Dauphiné. 

## Histoire des vaudois
Il est surtout connu pour son Histoire des Vaudois, commandée par le Synode provincial de l'Église réformée du Dauphiné en mars 1605, terminée vers 1609 et imprimée par Matthieu Berjon le 1er janvier 1618 à Genève. Une deuxième édition date de l'année suivante, imprimée chez Pierre et Jacques Chouët, toujours à Genève.  
Cette œuvre de 596 pages, aussi appelée Histoire des Chrestiens Albigeois, s'appuie sur de nombreuses sources rassemblées majoritairement entre 1602 et 1603 par des calvinistes (dont certains anciens vaudois) en vue de défendre la thèse selon laquelle l'Église catholique romaine ne descendrait pas de l'Église primitive, mais qu'elle s'en est écartée, contrairement aux albigeois et aux vaudois et à d'autres groupes avant eux, qui, selon Perrin, auraient maintenu la vraie foi notamment dans les vallées alpines et se seraient majoritairement ralliés à la Réforme protestante ou à l'anabaptisme au XVIe siècle.
Malgré le fait que la plupart des sources originales que Perrin cite aient disparu après son décès ou à la suite des dragonnades, cet ouvrage est considéré comme très crédible par les historiens pour plusieurs raisons : il a été révisé par de nombreux pasteurs protestants du Midi pendant neuf ans ; il recoupe souvent les écrits de Jean Crespin, Nicolas Vignier et Philippe de Marnix ; il a servi de référence aux écrits de Thieleman Van Braght (Miroir des martyrs, 1660), de Jean Léger (Histoire générale des Églises Évangéliques des Vallées du Piémont ou Vaudoises, 1669) ou encore d'Antoine Monastier (Histoire de l'Église Vaudoise, 1847).